# Grejsdalen
Grejsdalen ved Vejle er Danmarks største kløft. Det er en kilometerlang sænkning med 50-70 meter høje, skovklædte skrænter nordnordvest for Vejle. 
Det er resterne af en ådal, som Grejs Å nu løber igennem, inden den forener sig med Vejle Å (der også er del af en ådal) inde i Vejle. Området regnes af mange blandt de smukkeste steder i Danmark.
Der findes et klippefremspring i Grejsdalen, hvilket også er helt unikt for området, idet man i Danmark ikke normalt ser klipper stikke op fra undergrunden. Klipperne består af frådsten eller kildekalk. Dette materiale var et populært byggemateriale til nogle af de første stenkirker i Danmark, og er i området omkring Grejsdalen bl.a. brugt til kirkerne i Hornstrup, Hover og Jelling, plus deres egen kirke: Grejsdal Kirke.
Grejsdalen har også sin egen skole ved navn Grejsdal Skole.